# Evolució dels preus de l'Autoritat del Transport Metropolità
Taules amb l'evolució dels preus integrats dels transports públics de l'Autoritat del Transport Metropolità des de la seva implantació el 15 de gener de 2001. Val a dir que durant l'any 2010 va haver-hi una pujada a partir de l'1 de juliol, i el 2012 hi va haver un segon increment dels preus a partir de l'1 de setembre. L'any 2014 l'ATM va mantenir les tarifes dels bitllets T-Mes, T-Trimestre i T-Jove, mentre que a l'any 2015, per primer cop després de 10 anys, l'ATM va mantenir les mateixes tarifes que l'any anterior (2014), excepte la T-10 d'una zona que va disminuir de 10,30 € a 9,95 €.
L'any 2020 es renovaren els títols de cara a la implantació de la T-Mobilitat.
Els preus s'apliquen a Rodalies de Catalunya (operades per RENFE), FGC, TMB, Tram i a diferents companyies d'autobús que operen dins l'àmbit territorial de l'ATM.

## Títols integrats

### Bitllet senzill
| Any                                        | Zona 1          | Zona 2          | Zona 3          | Zona 4          | Zona 5          | Zona 6          |
| 2001                                       | 160pts (0'96 €) | 240pts (1'44 €) | 340pts (2'04 €) | 450pts (2'70 €) | 560pts (3'37 €) | 650pts (3'90 €) |
| 2002                                       | 1 €             | 1'50 €          | 2'10 €          | 2'80 €          | 3'50 €          | 4'10 €          |
| 2003                                       | 1'05 €          | 1'55 €          | 2'20 €          | 2'90 €          | 3'65 €          | 4'30 €          |
| 2004                                       | 1'10 €          | 1'60 €          | 2'30 €          | 3 €             | 3'80 €          | 4'50 €          |
| 2005                                       | 1'15 €          | 1'65 €          | 2'40 €          | 3'15 €          | 4 €             | 4'70 €          |
| 2006                                       | 1'20 €          | 1'75 €          | 2'50 €          | 3'30 €          | 4'20 €          | 4'95 €          |
| 2007                                       | 1'25 €          | 1'85 €          | 2'60 €          | 3'45 €          | 4'40 €          | 5'20 €          |
| 2008                                       | 1'30 €          | 1'95 €          | 2'70 €          | 3'60 €          | 4'60 €          | 5'40 €          |
| 2009                                       | 1'35 €          | 2'05 €          | 2'85 €          | 3'80 €          | 4'85 €          | 5'70 €          |
| 2010 (gener)                               | 1'40 €          | 2'10 €          | 2'90 €          | 3'90 €          | 4'95 €          | 5'80 €          |
| 2010 (juliol)                              | 1'40 €          | 2'10 €          | 2'95 €          | 3'95 €          | 5'00 €          | 5'85 €          |
| 2011                                       | 1'45 €          | 2'15 €          | 3'05 €          | 4'05 €          | 5'15 €          | 6'05€           |
| 2012 (gener i setembre)                    | 2 €             | 2'70 €          | 3'60 €          | 4'60 €          | 5'85 €          | 6'85 €          |
| 2013                                       | 2 €             | 2'80 €          | 3'75 €          | 4'75 €          | 6'05 €          | 7'10 €          |
| 2014, 2015, 2016, i 2017                   | 2'15 €          | 3 €             | 4 €             | 5'10 €          | 6'50 €          | 7'60 €          |
| 2018 i 2019                                | 2'20 €          | 3'10 €          | 4'10 €          | 5'25 €          | 6'70 €          | 7'80 €          |
| 2020, 2021, 2022 (gener i setembre) i 2023 | 2'40 €          | 3'40 €          | 4'50 €          | 5'75 €          | 7'35 €          | 8'55 €          |
| 2024                                       | 2'55 €          | 3'65 €          | 4'80 €          | 6'15 €          | 7'85 €          | 9'15 €          |
| 2025                                       | 2'65 €          | 3'80 €          | 4'95 €          | 6'35 €          | 8'10 €          | 9'45 €          |

### T-Casual
| Any                       | Zona 1  | Zona 2  | Zona 3  | Zona 4  | Zona 5  | Zona 6  |
| 2020, 2021 i 2022 (gener) | 11'35 € | 22'40 € | 30'50 € | 39'20 € | 45'05 € | 47'90 € |
| 2022 (setembre)           | 7'95 €  | 15'70 € | 21'35 € | 27'45 € | 31'55 € | 33'55 € |
| 2023                      | 11'35 € | 22'40 € | 30'50 € | 39'20 € | 45'05 € | 47'90 € |
| 2024                      | 12'15 € | 23'90 € | 32'55 € | 41'85 € | 48'10 € | 51'15 € |
| 2025                      | 12'55 € | 24'65 € | 33'55 € | 43'15 € | 49'55 € | 52'70 € |

### T-Familiar
| Any                                        | Zona 1  | Zona 2  | Zona 3  | Zona 4  | Zona 5  | Zona 6  |
| 2020, 2021, 2022 (gener i setembre) i 2023 | 10'00 € | 19'00 € | 27'00 € | 35'00 € | 40'00 € | 42'00 € |
| 2024                                       | 10'70 € | 20'30 € | 28'80 € | 37'35 € | 42'70 € | 44'85 € |
| 2025                                       | 11'05 € | 20'95 € | 29'70 € | 38'50 € | 44 €    | 46'20 € |

### T-Grup
| Any                                        | Zona 1  | Zona 2   | Zona 3   | Zona 4   | Zona 5   | Zona 6   |
| 2020, 2021, 2022 (gener i setembre) i 2023 | 79'45 € | 156'80 € | 213'50 € | 274'40 € | 315'35 € | 335'50 € |
| 2024                                       | 84'80 € | 167'40 € | 227'90 € | 292'90 € | 336'65 € | 357'95 € |
| 2025                                       | 87'35 € | 172'45 € | 234'75 € | 301'70 € | 346'75 € | 368'70 € |

### T-Usual
| Any                       | Zona 1  | Zona 2  | Zona 3  | Zona 4  | Zona 5   | Zona 6   |
| 2020, 2021 i 2022 (gener) | 40 €    | 53'85 € | 75'60 € | 92'55 € | 106'20 € | 113'75 € |
| 2022 (setembre) i 2023    | 20 €    | 26'95 € | 37'80 € | 46'30 € | 53'10 €  | 56'90 €  |
| 2024                      | 21'35 € | 28'75 € | 40'35 € | 49'40 € | 56'65 €  | 60'70 €  |
| 2025                      | 22 €    | 29'65 € | 41'60 € | 50'90 € | 58'35 €  | 62'55 €  |

### T-Jove
A partir del 15 de març del 2023, la T-Jove serveix per a totes les zones de l'ATM, sense limitació en els viatges.
| Any                       | Zona 1   | Zona 2   | Zona 3   | Zona 4   | Zona 5   | Zona 6   |
| 2002                      | 85 €     | 122'40 € | 165'60 € | 197'60 € | 225'60 € | 233'20 € |
| 2003                      | 88 €     | 126'80 € | 171'50 € | 204'50 € | 233'20 € | 241'50 € |
| 2004                      | 90'65 €  | 130'60 € | 176'65 € | 210'65 € | 240'20 € | 248'75 € |
| 2005                      | 95'20 €  | 137'10 € | 185'50 € | 221'20 € | 252'20 € | 261'20 € |
| 2006                      | 100 €    | 144 €    | 195 €    | 233 €    | 265 €    | 275 €    |
| 2007                      | 104 €    | 150 €    | 202 €    | 242 €    | 275 €    | 285 €    |
| 2008                      | 108 €    | 156 €    | 210 €    | 252 €    | 287 €    | 297 €    |
| 2009                      | 112 €    | 162 €    | 217'50 € | 261 €    | 297 €    | 308 €    |
| 2010 (gener)              | 114 €    | 165 €    | 221'50 € | 266 €    | 302'50 € | 314 €    |
| 2010 (juliol)             | 115 €    | 166'50 € | 223'50 € | 268'50 € | 305'50 € | 317 €    |
| 2011                      | 119 €    | 172 €    | 231 €    | 277 €    | 316 €    | 328 €    |
| 2012 (gener)              | 100 €    | 147 €    | 199 €    | 236 €    | 271 €    | 290 €    |
| 2012 (setembre)           | 101'85 € | 149'70 € | 202'70 € | 240'35 € | 276 €    | 295'35 € |
| 2013, 2014 i 2015         | 105 €    | 155 €    | 210 €    | 249 €    | 285'50 € | 305'50 € |
| 2016, 2017, 2018 i 2019   | 105 €    | 142 €    | 199'20 € | 244 €    | 280 €    | 300 €    |
| 2020, 2021 i 2022 (gener) | 80 €     | 105'20 € | 147'55 € | 180'75 € | 207'40 € | 222'25 € |
| 2022 (setembre) i 2023    | 40 €     | 52'60 €  | 73'80 €  | 90'40 €  | 103'70 € | 111'15 € |
| 2023 (març)               | Suprimit | Suprimit | Suprimit | Suprimit | Suprimit | 40 €     |
| 2024                      | Suprimit | Suprimit | Suprimit | Suprimit | Suprimit | 42'70 €  |
| 2025                      | Suprimit | Suprimit | Suprimit | Suprimit | Suprimit | 44 €     |

### T-Dia
| Any                                        | Zona 1          | Zona 2            | Zona 3            | Zona 4             | Zona 5             | Zona 6             |
| 2001                                       | 670pts (4'03 €) | 1.175pts (7'06 €) | 1.650pts (9'92 €) | 2.200pts (13'22 €) | 2.750pts (16'53 €) | 3.150pts (18'93 €) |
| 2002                                       | 4'20 €          | 6'60 €            | 8'40 €            | 9'60 €             | 10'80 €            | 12 €               |
| 2003                                       | 4'40 €          | 6'90 €            | 8'80 €            | 10 €               | 11'30 €            | 12'50 €            |
| 2004                                       | 4'60 €          | 7'20 €            | 9'15 €            | 10'30 €            | 11'65 €            | 12'90 €            |
| 2005                                       | 4'80 €          | 7'55 €            | 9'60 €            | 10'80 €            | 12'25 €            | 13'55 €            |
| 2006                                       | 5 €             | 7'90 €            | 10'05 €           | 11'30 €            | 12'85 €            | 14'20 €            |
| 2007                                       | 5'25 €          | 8'30 €            | 10'50 €           | 11'85 €            | 13'50 €            | 15 €               |
| 2008                                       | 5'50 €          | 8'65 €            | 10'95 €           | 12'35 €            | 14 €               | 15'65 €            |
| 2009                                       | 5'80 €          | 9'15 €            | 11'55 €           | 13 €               | 14'75 €            | 16'50 €            |
| 2010 (gener)                               | 5'90 €          | 9'30 €            | 11'75 €           | 13'25 €            | 15 €               | 16'80 €            |
| 2010 (juliol)                              | 6 €             | 9'40 €            | 11'85 €           | 13'35 €            | 15'15 €            | 16'95 €            |
| 2011                                       | 6'20 €          | 9'75 €            | 12'25 €           | 13'80 €            | 15'65 €            | 17'50 €            |
| 2012 (gener)                               | 6'95 €          | 10'95 €           | 13'75 €           | 15'50 €            | 17'50 €            | 19'60 €            |
| 2012 (setembre)                            | 7 €             | 11'15 €           | 14 €              | 15'80 €            | 17'80 €            | 19'95 €            |
| 2013                                       | 7'25 €          | 11'50 €           | 14'50 €           | 16'35 €            | 18'40 €            | 20'65 €            |
| 2014, 2015 i 2016                          | 7'60 €          | 12 €              | 15'25 €           | 17'15 €            | 19'30 €            | 21'70 €            |
| 2017                                       | 8'40 €          | 12'80 €           | 16'05 €           | 17'95 €            | 20'10 €            | 22'50 €            |
| 2018 i 2019                                | 8'60 €          | 13'10 €           | 16'45 €           | 18'40 €            | 20'60 €            | 23'05 €            |
| 2020, 2021, 2022 (gener i setembre) i 2023 | 10'50 €         | 16 €              | 20'10 €           | 22'45 €            | 25'15 €            | 28'15 €            |
| 2024                                       | 11'20 €         | 17'10 €           | 21'50 €           | 24 €               | 26'85 €            | 30'05 €            |
| 2025                                       | 11'55 €         | 17'65 €           | 22'15 €           | 24'75 €            | 27'70 €            | 31 €               |

## Altres títols integrats

### T-16
La T-16 (fins al 2016 anomenada T-12) és un títol de transport il·limitat i nominatiu per a infants fins a 16 anys (12 fins al 2011 i 13 entre 2012 i 2016) només per a la corona en la que habita l'infant. La targeta es renova automàticament de franc anualment fins a l'any en que el infant compleix 16 anys. Tenia un cost de d'emissió i gestió per la primera emissió que va ser eliminat al 2020, tot i que no inclou el preu de la gestió i expedició de la T-Mobilitat, introduïda el 2023 i obligatòria el 2024.
| Any                                                                                                   | 1 Zona |
| 2009, 2010 (gener i juliol), 2011, 2012 (gener i setembre), 2013, 2014, 2015, 2016, 2017, 2018 i 2019 | 35 €   |
| 2020, 2021, 2022, 2023 i 2024                                                                         | 0 €    |

## Antics títols de l'ATM

### T-10
La T-10 va ser una targeta de transport multipersonal que permetia fer 10 viatges amb un temps de transbord de 1 hora i quart, incrementant-se 15 minuts per cada zona. Va estar en actiu des del 15 de gener de 2001 fins al 29 de febrer de 2020.
| Any               | Zona 1          | Zona 2             | Zona 3             | Zona 4             | Zona 5             | Zona 6             |
| 2001              | 885pts (5'32 €) | 1.800pts (10'82 €) | 2.450pts (14'72 €) | 3.150pts (18'93 €) | 3.600pts (21'64 €) | 3.850pts (23'14 €) |
| 2002              | 5'60 €          | 11'30 €            | 15'50 €            | 19'90 €            | 22'80 €            | 24'40 €            |
| 2003              | 5'80 €          | 11'70 €            | 16'10 €            | 20'65 €            | 23'65 €            | 25'30 €            |
| 2004              | 6 €             | 12 €               | 16'60 €            | 21'30 €            | 24'40 €            | 26'10 €            |
| 2005              | 6'30 €          | 12'60 €            | 17'40 €            | 22'35 €            | 25'60 €            | 27'40 €            |
| 2006              | 6'65 €          | 13'30 €            | 18'30 €            | 23'50 €            | 26'90 €            | 28'80 €            |
| 2007              | 6'90 €          | 13'80 €            | 19 €               | 24'40 €            | 27'95 €            | 29'90 €            |
| 2008              | 7'20 €          | 14'40 €            | 19'80 €            | 25'45 €            | 29'15 €            | 31'20 €            |
| 2009              | 7'70 €          | 15'40 €            | 21 €               | 27 €               | 31 €               | 32'95 €            |
| 2010 (gener)      | 7'85 €          | 15'70 €            | 21'40 €            | 27'50 €            | 31'60 €            | 33'60 €            |
| 2010 (juliol)     | 7'95 €          | 15'85 €            | 21'60 €            | 27'75 €            | 31'90 €            | 33'90 €            |
| 2011              | 8'25 €          | 16'40 €            | 22'35 €            | 28'70 €            | 33 €               | 35'10 €            |
| 2012 (gener)      | 9'25 €          | 18'40 €            | 25'05 €            | 32'20 €            | 37 €               | 39'35 €            |
| 2012 (setembre)   | 9'45 €          | 18'75 €            | 25'50 €            | 32'80 €            | 37'70 €            | 40'10 €            |
| 2013              | 9'80 €          | 19'40 €            | 26'40 €            | 33'95 €            | 39 €               | 41'50 €            |
| 2014              | 10'30 €         | 20'30 €            | 27'70 €            | 35'65 €            | 40'95 €            | 43'55 €            |
| 2015, 2016 i 2017 | 9'95 €          | 19'60 €            | 26'75 €            | 34'45 €            | 39'55 €            | 42'05 €            |
| 2018 i 2019       | 10'20 €         | 20'10 €            | 27'40 €            | 35'25 €            | 40'50 €            | 43'05 €            |

### T-50/30
La T-50/30 va ser una targeta de transport unipersonal que permetia fer 50 viatges durant 30 dies consecutius amb un temps de transbord de 1 hora i quart, incrementant-se 15 minuts per cada zona. Va estar en actiu des del 15 de gener de 2001 (tot i que abans existia només per a TMB i FGC) fins al 29 de febrer de 2020. A partir de 2016 la T50/30 per a zones 2-6 va quedar substituïda per la T-Mes.
| Any             | Zona 1             | Zona 2             | Zona 3             | Zona 4              | Zona 5              | Zona 6              |
| 2001            | 3.700pts (22'24 €) | 6.200pts (37'26 €) | 8.700pts (52'29 €) | 10.850pts (65'21 €) | 12.850pts (77'23 €) | 14.250pts (85'64 €) |
| 2002            | 23'40 €            | 39'20 €            | 55 €               | 68'50 €             | 81'20 €             | 90 €                |
| 2003            | 24'30 €            | 40'65 €            | 57 €               | 71'05 €             | 84'20 €             | 93'40 €             |
| 2004            | 25 €               | 41'90 €            | 58'80 €            | 73'20 €             | 86'75 €             | 96'20 €             |
| 2005            | 26'25 €            | 44 €               | 61'75 €            | 76'85 €             | 91'10 €             | 101 €               |
| 2006            | 27'55 €            | 46'20 €            | 64'85 €            | 80'70 €             | 95'65 €             | 106 €               |
| 2007            | 28'60 €            | 47'95 €            | 67'30 €            | 83'75 €             | 99'25 €             | 110 €               |
| 2008            | 29'80 €            | 50 €               | 70'20 €            | 87'35 €             | 103'50 €            | 115 €               |
| 2009            | 31'50 €            | 52'80 €            | 74'15 €            | 92'25 €             | 109 €               | 121'50 €            |
| 2010 (gener)    | 32'10 €            | 53'85 €            | 75'60 €            | 94 €                | 111 €               | 123'50 €            |
| 2010 (juliol)   | 32'40 €            | 54'35 €            | 76'30 €            | 94'90 €             | 112 €               | 124'50 €            |
| 2011            | 33'50 €            | 56'25 €            | 78'95 €            | 98'20 €             | 116 €               | 129 €               |
| 2012 (gener)    | 37 €               | 62'15 €            | 87'20 €            | 108'50 €            | 128'10 €            | 142'50 €            |
| 2012 (setembre) | 37'70 €            | 63'30 €            | 88'80 €            | 110'50 €            | 130'45 €            | 145'15 €            |
| 2013            | 39'20 €            | 65'50 €            | 91'90 €            | 114'50 €            | 135 €               | 150 €               |
| 2014            | 42'50 €            | 71 €               | 99'60 €            | 124 €               | 146 €               | 162'50 €            |
| 2015            | 42'50 €            | 71 €               | 99'60 €            | 122 €               | 140 €               | 150 €               |
| 2016 i 2017     | 42'50 €            | Suprimit           | Suprimit           | Suprimit            | Suprimit            | Suprimit            |
| 2018 i 2019     | 42'50 €            | Suprimit           | Suprimit           | Suprimit            | Suprimit            | Suprimit            |

### T-Familiar (70/30)
La T-Familiar 70/30 va ser una targeta de transport multipersonal que permetia fer 70 viatges durant 30 dies consecutius amb un temps de transbord de 1 hora i quart, incrementant-se 15 minuts per cada zona. Va estar en actiu des de l'1 de gener de 2002 fins al 29 de febrer de 2020.
| Any                     | Zona 1  | Zona 2  | Zona 3   | Zona 4   | Zona 5   | Zona 6   |
| 2002                    | 34'30 € | 48'50 € | 66'50 €  | 82'10 €  | 94 €     | 101 €    |
| 2003                    | 35'60 € | 50'30 € | 68'90 €  | 85'10 €  | 97'40 €  | 104'60 € |
| 2004                    | 36'70 € | 51'80 € | 71 €     | 87'65 €  | 100'35 € | 107'75 € |
| 2005                    | 38'55 € | 54'40 € | 74'55 €  | 92 €     | 105'40 € | 113'15 € |
| 2006                    | 40'45 € | 57'10 € | 78'25 €  | 96'60 €  | 111 €    | 119 €    |
| 2007                    | 42 €    | 59'25 € | 81'20 €  | 100 €    | 115 €    | 124 €    |
| 2008                    | 43'80 € | 61'80 € | 84'70 €  | 104 €    | 120 €    | 129 €    |
| 2009                    | 45'50 € | 64 €    | 87'75 €  | 107'50 € | 124 €    | 133'50 € |
| 2010 (gener)            | 46'30 € | 65'25 € | 89'50 €  | 109'50 € | 126 €    | 136 €    |
| 2010 (juliol)           | 46'75 € | 65'85 € | 90'30 €  | 110'50 € | 127 €    | 137 €    |
| 2011                    | 48'40 € | 68'15 € | 93'50 €  | 114'50 € | 131'50 € | 142 €    |
| 2012 (gener)            | 51'80 € | 75'30 € | 103'50 € | 126'50 € | 145 €    | 157 €    |
| 2012 (setembre)         | 52'75 € | 76'70 € | 105'40 € | 128'85 € | 147'70 € | 159'90 € |
| 2013                    | 54'90 € | 79'40 € | 109 €    | 133'50 € | 153 €    | 165'50 € |
| 2014, 2015, 2016 i 2017 | 59'50 € | 86'05 € | 118 €    | 144'50 € | 165'50 € | 179'50 € |
| 2018 i 2019             | 60'90 € | 88'05 € | 120'75 € | 147'90 € | 169'35 € | 183'70 € |

### T-Mes
La T-Mes va ser una targeta de transport unipersonal que permetia fer viatges il·limitats durant 30 dies consecutius. Va estar en actiu des de l'1 d'abril de 2001 per a la zona 1 (1 de gener de 2002 per a zones 2-6) fins al 29 de febrer de 2020.
| Any               | Zona 1             | Zona 2        | Zona 3        | Zona 4        | Zona 5        | Zona 6        |
| 2001              | 5.825pts (35'01 €) | No disponible | No disponible | No disponible | No disponible | No disponible |
| 2002              | 36'30 €            | 52'30 €       | 70'70 €       | 84'30 €       | 97 €          | 103 €         |
| 2003              | 37'65 €            | 54'20 €       | 73'70 €       | 87'30 €       | 100'50 €      | 106'70 €      |
| 2004              | 38'80 €            | 55'85 €       | 75'50 €       | 89'95 €       | 103'55 €      | 109'90 €      |
| 2005              | 40'75 €            | 58'65 €       | 79'30 €       | 94'45 €       | 108'70 €      | 115'40 €      |
| 2006              | 42'75 €            | 61'60 €       | 83'25 €       | 99'15 €       | 114 €         | 121 €         |
| 2007              | 44'35 €            | 63'95 €       | 86'40 €       | 103 €         | 118 €         | 126 €         |
| 2008              | 46'25 €            | 66'70 €       | 90'10 €       | 107 €         | 123 €         | 131 €         |
| 2009              | 47'90 €            | 69'10 €       | 93'35 €       | 111 €         | 127'50 €      | 136 €         |
| 2010 (gener)      | 48'85 €            | 70'45 €       | 95'20 €       | 113 €         | 130 €         | 138'50 €      |
| 2010 (juliol)     | 49'30 €            | 71'10 €       | 96'10 €       | 114 €         | 131 €         | 140 €         |
| 2011              | 51 €               | 73'60 €       | 99'45 €       | 118 €         | 135'50 €      | 145 €         |
| 2012 (gener)      | 50 €               | 73'50 €       | 99'50 €       | 118 €         | 135'50 €      | 145 €         |
| 2012 (setembre)   | 50'95 €            | 74'85 €       | 101'35 €      | 120'20 €      | 138 €         | 147'70 €      |
| 2013, 2014 i 2015 | 52'75 €            | 77'45 €       | 105 €         | 124'50 €      | 143 €         | 153 €         |
| 2016 i 2017       | 52'75 €            | 71 €          | 99'60 €       | 122 €         | 140 €         | 150 €         |
| 2018 i 2019       | 54 €               | 72'70 €       | 102 €         | 124'90 €      | 143'35 €      | 153'55 €      |

### T-Trimestre
La T-Trimestre va ser una targeta de transport unipersonal que permetia fer viatges il·limitats durant 90 dies consecutius. Va estar en actiu des de l'1 de gener de 2002 fins al 31 de març de 2020.
| Any               | Zona 1   | Zona 2   | Zona 3   | Zona 4   | Zona 5   | Zona 6   |
| 2002              | 100 €    | 144 €    | 194'80 € | 232'40 € | 264'90 € | 274'30 € |
| 2003              | 103'60 € | 149'20 € | 201'80 € | 264'60 € | 274'30 € | 284 €    |
| 2004              | 106'70 € | 153'70 € | 207'85 € | 247'85 € | 282'55 € | 292'55 € |
| 2005              | 112 €    | 161'40 € | 218'25 € | 260'25 € | 296'70 € | 307'15 € |
| 2006              | 118 €    | 170 €    | 230 €    | 274 €    | 312 €    | 323 €    |
| 2007              | 122 €    | 176 €    | 239 €    | 284 €    | 324 €    | 335 €    |
| 2008              | 127 €    | 184 €    | 249 €    | 296 €    | 338 €    | 350 €    |
| 2009              | 131'50 € | 191 €    | 258 €    | 307 €    | 350 €    | 362'50 € |
| 2010 (gener)      | 134'10 € | 194'50 € | 263 €    | 313 €    | 356'50 € | 369'50 € |
| 2010 (juliol)     | 135'50 € | 196'50 € | 265'50 € | 316 €    | 360 €    | 373 €    |
| 2011              | 140 €    | 203 €    | 274 €    | 327'10 € | 372'60 € | 386 €    |
| 2012 (gener)      | 135 €    | 200 €    | 275 €    | 325 €    | 370 €    | 385 €    |
| 2012 (setembre)   | 137'50 € | 203'70 € | 280'10 € | 331 €    | 376'85 € | 392'15 € |
| 2013, 2014 i 2015 | 142 €    | 211 €    | 290 €    | 342'50 € | 390 €    | 406 €    |
| 2016 i 2017       | 142 €    | 192 €    | 269 €    | 329'50 € | 378 €    | 405 €    |
| 2018 i 2019       | 145'30 € | 196'50 € | 275'25 € | 337'15 € | 386'80 € | 414'40 € |

### T-2 Comerç
La T-2 Comerç va ser una targeta de transport que permetia fer un viatge d'anada i tornada i que es distribuïa de forma gratuïta als clients de alguns centres comercials (com IKEA o l'illa Diagonal) per fomentar l'ús del transport públic envers del cotxe per arribar a aquests centres. El preu que s'indica a la taula és el que havien de pagar el comerciants per oferir-la als clients. Va estar en actiu des de setembre de 2007 fins al 2015.
| Any                            | Zona 1 |
| 2007                           | 1'50 € |
| 2008                           | 1'55 € |
| 2009                           | 1'65 € |
| 2010 (gener i juliol)          | 1'70 € |
| 2011                           | 1'75 € |
| 2012 (gener) i 2012 (setembre) | 1'95 € |
| 2013,                          | 2 €    |
| 2014                           | 2'15 € |